# Haren (waterschap)
Haren is een voormalig waterschap in de Nederlandse provincie Groningen.
Van dit waterschap is weinig meer bekend dan dat het op 7 november 1876 door Gedeputeerde Staten werd opgericht en dat het in de toenmalige gemeente Haren lag. De taak zal zonder twijfel de zorg voor de afwatering zijn geweest, maar dat is niet af te leiden uit het voorstel.
Waterstaatkundig gezien ligt het gebied sinds 2000 binnen dat van het waterschap Hunze en Aa's.